# Sorry for Partyin'
Sorry for Partyin' è il settimo album in studio del gruppo musicale pop punk statunitense Bowling for Soup, pubblicato nel 2009.

## Tracce
1. A Really Cool Dance Song – 3:44 (Jaret Reddick, Linus of Hollywood)
2. No Hablo Inglés – 3:30 (Reddick, Linus of Hollywood)
3. My Wena – 2:49 (Reddick, Linus of Hollywood)
4. Only Young – 3:46 (Reddick, Sam Hollander, Dave Katz)
5. I Don't Wish You Were Dead Anymore – 2:45 (Reddick, Tony Scalzo)
6. BFFF – 3:51 (Reddick)
7. Me With No You – 3:43 (Reddick, Zac Maloy)
8. Hooray for Beer – 3:26 (Reddick, Linus of Hollywood)
9. America (Wake Up Amy) (featuring Scott Reynolds & Parry Gripp) – 3:25 (Reddick)
10. If Only – 3:39 (Reddick)
11. I Gotchoo – 3:43 (Reddick, Linus of Hollywood)
12. Love Goes Boom – 4:08 (Reddick, Maloy)
13. I Can't Stand L.A. – 3:50 (Reddick)
14. Belgium Polka (traccia nascosta ed. USA; featuring Brave Combo) – 3:35 (Reddick)

## Formazione
- Jaret Reddick - voce, chitarra
- Chris Burney - chitarra, cori
- Erik Chandler - basso, cori
- Gary Wiseman - batteria